# Ingleton (North Yorkshire)
Ingleton – wieś w Anglii, w hrabstwie North Yorkshire, w dystrykcie (unitary authority) North Yorkshire. Leży 94 km na zachód od miasta York i 334 km na północny zachód od Londynu. Miejscowość liczy 2050 mieszkańców.